# Dipturus innominatus
Dipturus innominatus är en rockeart som först beskrevs av Jack Garrick och Paul 1974.  Dipturus innominatus ingår i släktet Dipturus och familjen egentliga rockor. IUCN kategoriserar arten globalt som nära hotad. Inga underarter finns listade i Catalogue of Life.